# Ferdinand Hauptner

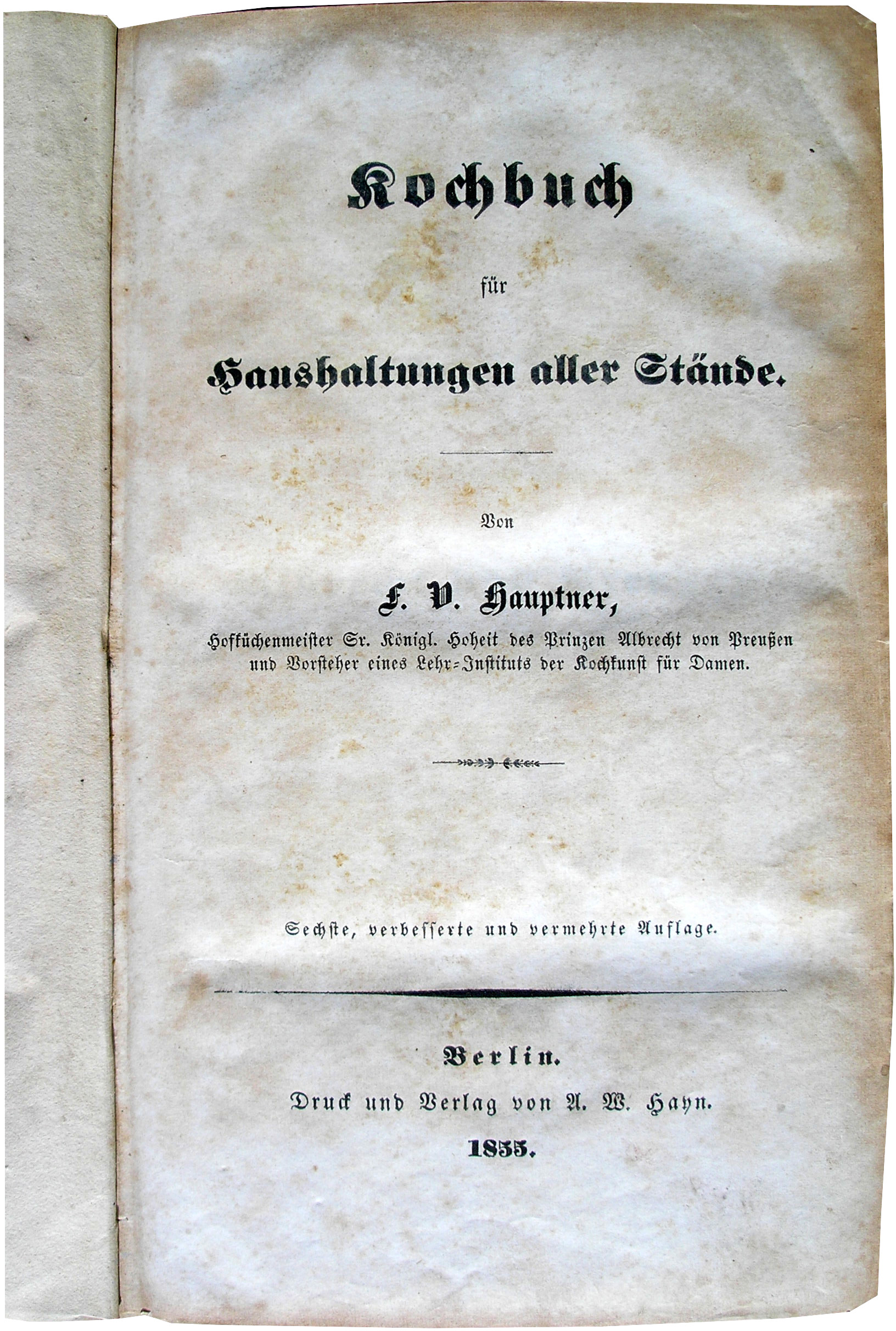
Titelblatt von Hauptners Kochbuch, 6. Auflage, 1855

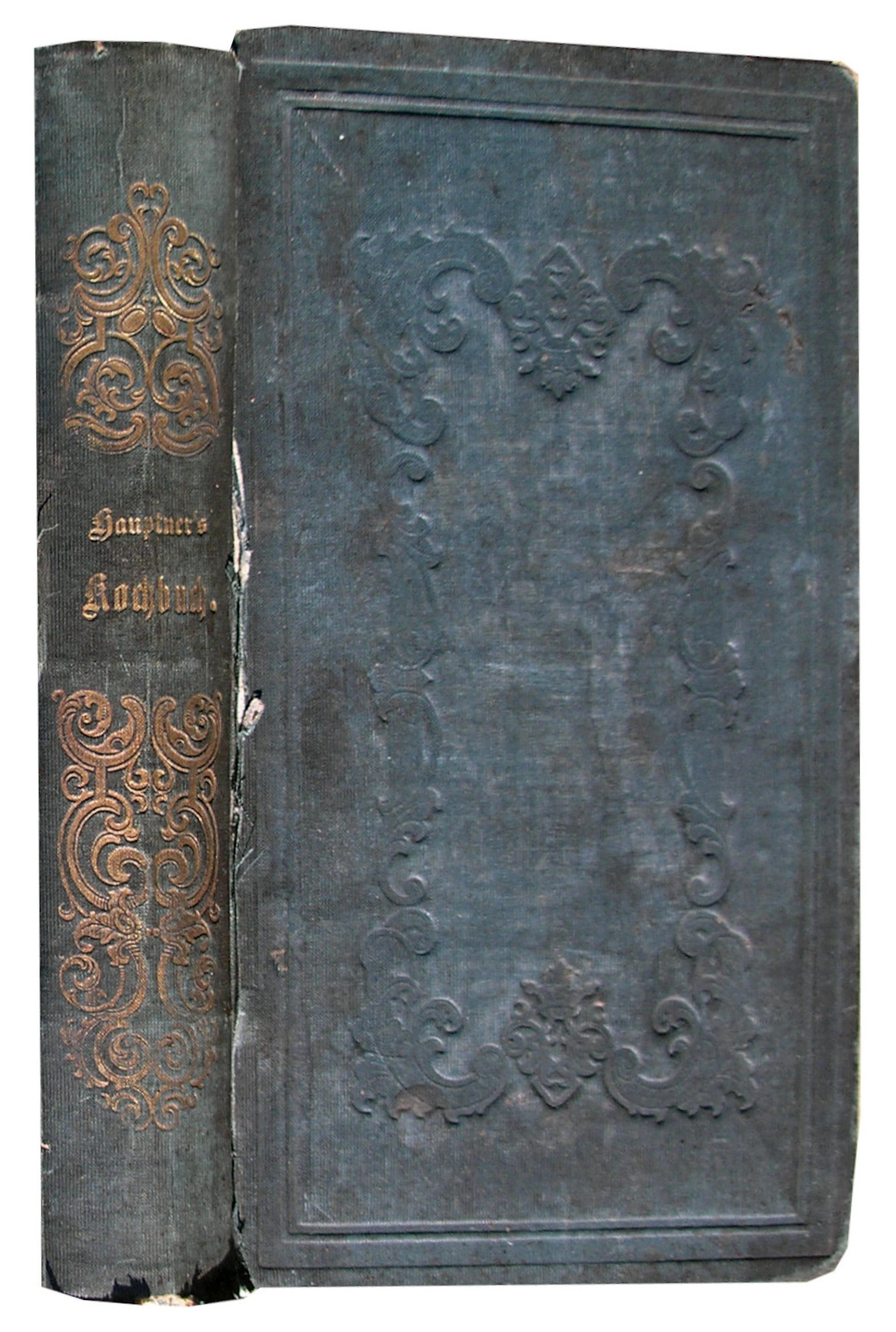
Bucheinband von Hauptner´s Kochbuch, 1855

Ferdinand Hauptner (* 12. Mai 1782 als Ferdinand Valentin Hauptner in Neuruppin; † unbekannt) war ein deutscher Koch. Er verfasste ein Kochbuch und war Begründer eines Lehrinstituts der Kochkunst in Berlin-Mitte.

## Wirken
Hauptner war Hof-Küchenmeister Seiner Königlichen Hoheit des Prinzen Albrecht von Preußen und Begründer des ersten Lehrinstituts der Kochkunst für Damen aus höherem Stande in Berlin-Mitte, Wilhelmstraße 96. Seine zweimonatigen Kochkurse fanden dreimal wöchentlich Abends von 5 bis 8 Uhr statt. Auf Bitten seiner Schülerinnen verfasste er ein Kochbuch, das als Anleitung „zur weiteren häuslichen Forthülfe beim Kochen“ dienen sollte, wie er es im Vorwort der ersten Ausgabe von 1838 hervorhob. In sein Kochbuch floss die Erfahrung aus dreißigjähriger praktischer Tätigkeit als Koch mit ein. Im Vorwort zur sechsten Auflage empfahl er, „täglich ein halbes Stündchen mit Aufmerksamkeit darin zu lesen und man wird bald im Stande sein, sich überall zurecht zu finden“. Sein Kochbuch fand so großen Anklang, dass es immer wieder nach kurzer Zeit vergriffen war und es deshalb mit kleinen Änderungen nachgedruckt werden musste. Nach seinem Tod erschienen noch fünf Neuauflagen, die letzte 1896.

## Veröffentlichungen (Auswahl)
- Kochbuch für Haushaltungen aller Stände. Berlin 1838.
- Das Ausbrüten der Eier durch künstliche Wärme. Berlin 1842.
- Die Hausmannskost. Ein Kochbuch für Frauen mittleren und gewöhnlichen Standes sowie für deren weibliche Dienstboten. Berlin 1845.